# ایشواردی
ایشواردی (به لاتین: Ishwardi) یک منطقهٔ مسکونی در بنگلادش است که در ناحیه پابنا واقع شده‌است. ایشواردی ۲۴۶٫۹ کیلومتر مربع مساحت و ۲۳۶٬۸۲۵ نفر جمعیت دارد.